# Joe Aillet Stadium
O Joe Aillet Stadium é um estádio localizado em Ruston, Luisiana, Estados Unidos, possui capacidade total para 28.562 pessoas, é a casa do time de futebol americano universitário Louisiana Tech Bulldogs football da Universidade de Tenologia da Luisiana. O estádio foi inaugurado em 1968.